# Dolce far niente
Dolce far niente — італійський вислів, що означає задоволення від бездіяльності й безтурботного проведення часу. Цей вираз втілює концепцію розслаблення, насолоди життям і приємного проведення часу без конкретної мети чи обов'язків. Його можна перекласти українською як «солодке нічогонероблення», «солодке неробство», «солодке безробіття».
Поняття «dolce far niente» входить в італійську культуру та є важливою складовою життя багатьох італійців. Воно підкреслює значення відпочинку, релаксації та насолоди в сучасному, швидкоплинному світі. Цей вислів допомагає людям зосередитися на насолоді моментом та забути про стрес та клопоти повсякденного життя.